# Stanisław Kostka Łukomski

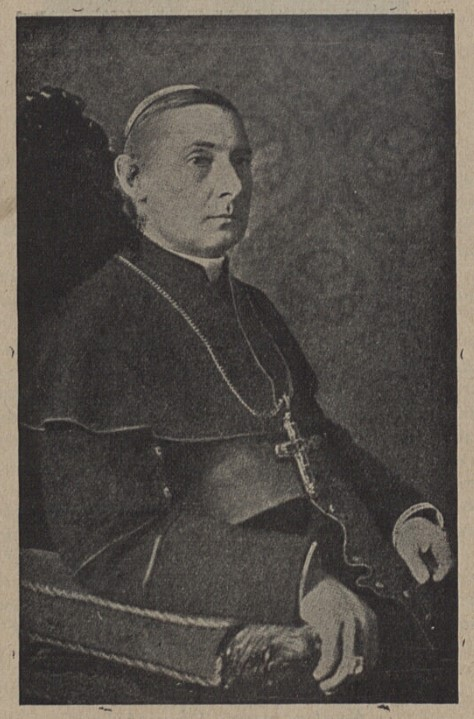

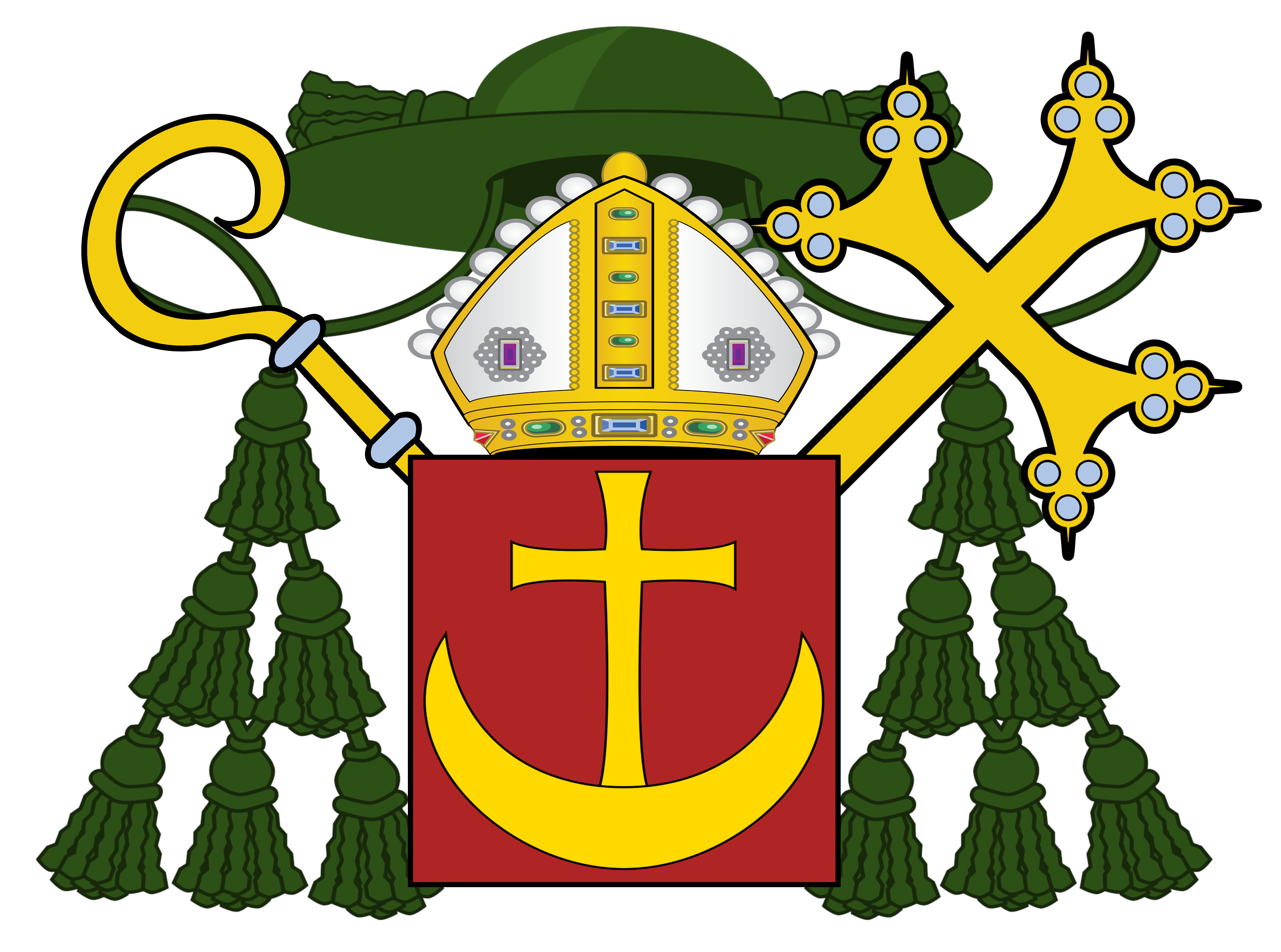
Wappen

Stanisław Kostka Łukomski (* 21. Oktober 1874 in Borek, Provinz Posen, Preußen, Deutsches Kaiserreich; † 28. Oktober 1948 in Łomża, Volksrepublik Polen) war ein polnischer Geistlicher.

## Leben
Łukomski war der Sohn des Försters Józef Łukomski und seiner Frau Teofila, geborene Merdaszewski.
Er absolvierte das Gymnasium und Priesterseminare in Posen und Gnesen. Am 24. Februar 1898 empfing er die Priesterweihe. Nach 1900 war er Mitglied der Liga Narodowa.
Er war bekannt für seine Aktivitäten im Bildungs-, Erziehungs- und Genossenschaftsbereich. In den Jahren 1918–1919 leitete er die Abteilung für Bildung und Religion des Obersten Volksrats. Er beteiligte sich aktiv an der Gründung der Universität Posen. Hierfür erhielt er 1926 Ehrendoktorwürde. 
Papst Benedikt XV. ernannte ihn am 8. März 1920 zum Titularbischof von Sicca Veneria und Weihbischof in Posen. Nach dem Tod von Kardinal Edmund Dalbor im Jahr 1926 leitete er die Erzdiözese für kurze Zeit als Kapitularvikar.
Am 24. Juni 1926 ernannte Papst Pius XI. ihn zum Bischof von Łomża. Adolf Piotr Szelążek, Weihbischof in Płock, weihte ihn am 23. Mai 1920 zum Bischof. Mitkonsekrator war Wojciech Stanisław Owczarek, Weihbischof in Włocławek. Bei der Weihe assistierte Antoni Laubitz, der später auch Weihbischof in Gnesen und Posen wurde. Er koordinierte die Arbeit der Katholischen Aktion der Diözese und trug zum Ausbau der Kathedrale bei. Ab 1926 fungierte er auch als Sekretär der Polnischen Bischofskonferenz, aus der er 1936 austrat. Sein Rücktritt wurde jedoch erst im Mai 1946 angenommen.
Er sympathisierte mit den Nationaldemokraten und war ein starker Gegner von Józef Piłsudski. Er war für seine rechtsextremen Ansichten bekannt. 1922 verurteilte er einen landwirtschaftlichen Generalstreik in Großpolen, der einer der Gründe für dessen Scheitern war. 1947 verurteilte er in einem Brief an die kommunistischen Behörden den von der „nationalen Untergrundarmee“ in Zawady begangenen Mord, bei dem drei Menschen starben, darunter der Staroste von Łomża.
1948, nach dem Tod des polnischen Primas August Hlond, galt er als dessen wahrscheinlicher Nachfolger, doch kurz nach der Beerdigung des Primas, am 28. Oktober 1948, kam er bei einem ungeklärten Autounfall auf der Strecke Ostrów Mazowiecka – Łomża ums Leben. Am 4. November 1948 wurde er in der Kathedrale von Łomża  beigesetzt.

### Ehrungen
Durch Erlass des Staatsoberhauptes Józef Piłsudski vom 29. Dezember 1921 wurde ihm in Anerkennung seiner Verdienste um die Republik Polen bei der Organisation des polnischen Bildungswesens in Großpolen der Orden Polonia Restituta, Klasse III, verliehen. Er erhielt außerdem den Orden der Ehrenlegion.